# 塩見弘
塩見 弘（しおみ ひろし、1927年2月6日 - 2013年6月26日）は、日本の経営工学者。元中央大学教授。元日本信頼性学会会長。デミング賞本賞受賞。

## 人物・経歴
東京府東京市小石川区武島町（現・東京都文京区水道）生まれ。1952年九州大学工学部通信工学科卒業、通商産業省工業技術院電気試験所入所。1968年通商産業省工業技術院電気試験所信頼性室長。1969年東京大学工学博士。1971年日本品質管理学会理事。1974年宇宙開発事業団技術委員会委員。1976年計測自動制御学会異常検出技術専門委員会委員長、日本プラントメンテナンス協会設備診断技術委員会委員長。1979年電子通信学会信頼性技術研究会委員長。1982年中央大学理工学部管理工学科教授。1985年中央大学学生部長代行。1991年宇宙開発委員会専門委員。1992年日本信頼性学会会長。1998年学士会評議員。2003年日本科学技術連盟参与。

## 受賞
- 日経品質管理文献賞 1968年[2]
- 日経品質管理文献賞 1969年[2]
- 電子通信学会著述賞 1978年[2]
- デミング賞本賞 1982年[2]
- 東京都科学技術功労表彰 1990年[2]
- 経済産業大臣表彰 1999年[2]